# جزیره گنج (فیلم ۱۹۸۵)
جزیره گنج (فرانسوی: L'île au trésor‎) یک فیلم به کارگردانی رائول روئیز است که در سال ۱۹۸۵ منتشر شد. از بازیگران آن می‌توان به مارتین لاندو، آنا کارینا، ژان‌پیر لئو، ژان-فرانسوا استونن، و پدرو آرماندریاز جونیور اشاره کرد.